# Calle de los Libreros
La calle de los Libreros, antes calle de la Justa y calle del Pozo (nombre que figura en el plano de Teixeira de 1656), es una calle de Madrid que une la calle de la Estrella con la Gran Vía, tras cuya construcción, recibió el nombre actual, sugerido por el escritor vasco Pío Baroja, en razón del gremio reunido en esa calle para la venta de libros viejos.

## Historia
Su nombre más antiguo conocido, el de calle del Pozo, y el posterior como calle de la Justa provienen al parecer de la existencia un pozo del que salieron dos legendarios basiliscos que mataron con su mirada a una joven llamada Justa. Entre 1893 y 1930, se llamó calle de Ceres.

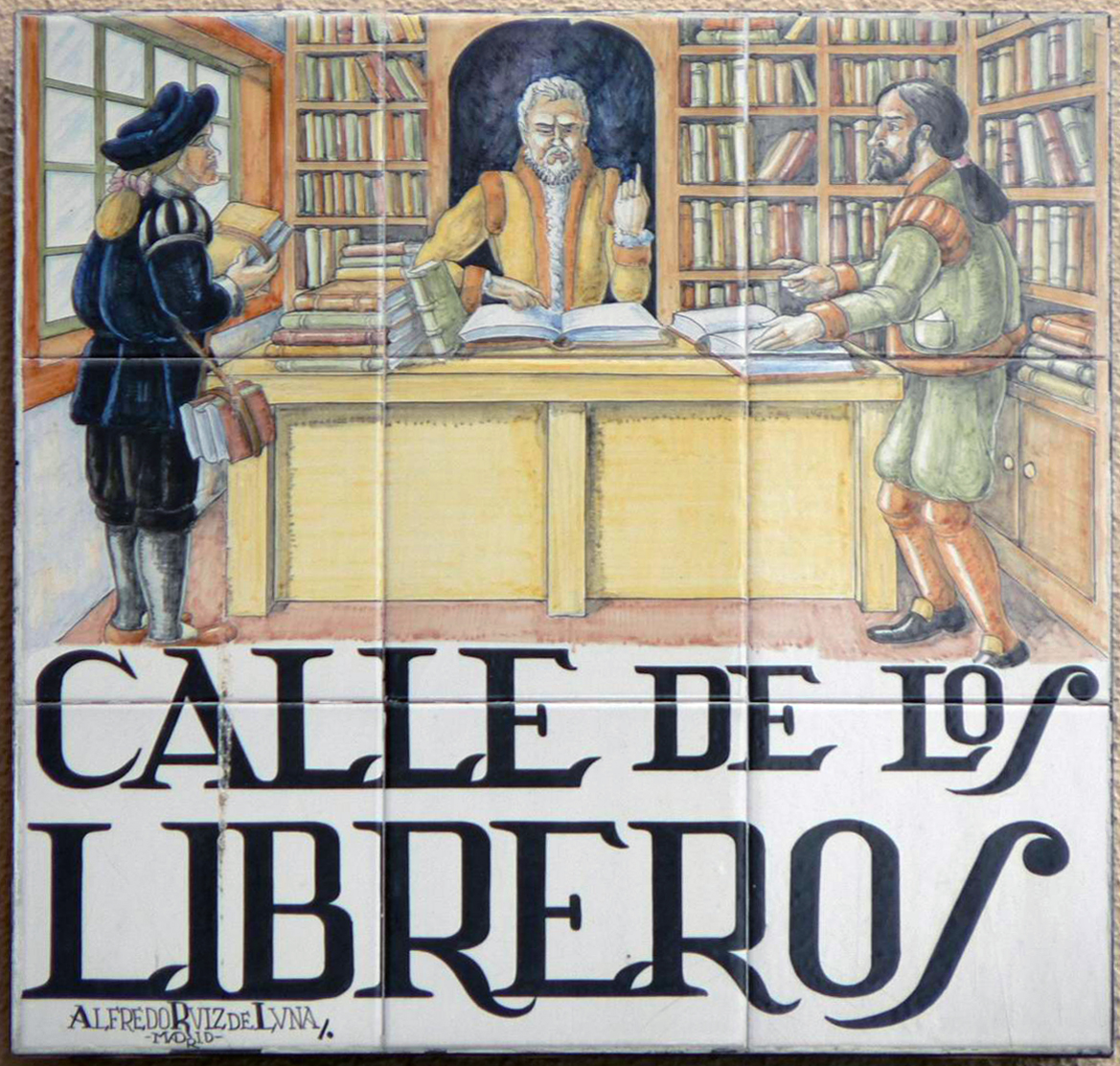

Desde finales del siglo XIX, se instalaron en su tramo sobreviviente librerías de segunda mano para estudiantes, que llegarían a hacerse muy populares con los nombres de sus libreras, siendo las más conocidas La Marcelina, La Pepita o La Felipa La Felipa. Isabel Gea menciona también la existencia de un foco de prostitución en la zona al inicio del siglo XX, que con el tiempo se fue trasladando a las calles aledañas a la Red de San Luis (Ballesta, Jacometrezo, Montera, Valverde, etc.).